# Ambassade d'Uruguay en France
L'ambassade d'Uruguay en France est la représentation diplomatique de la république orientale de l'Uruguay auprès de la République française. Elle est située 33 rue Jean-Giraudoux dans le 16e arrondissement de Paris, la capitale du pays. Son ambassadeur est Jorge Luis Jure Arnoletti.

## Histoire
Dans les années 1900, la chancellerie de la légation d'Uruguay se trouvait 1 bis rue d'Offémont (17e arrondissement).
Dans les années 1920, la légation était située 78 avenue Kléber (16e arrondissement), le consulat général se trouvant 20 boulevard Saint-Germain (5e arrondissement).
Déjà dans les années 1960, l'hôtel particulier du 33 rue Jean-Giraudoux est mentionné comme abritant l'ambassade d'Uruguay.

## Liste des ambassadeurs
| Date de nomination | Date de remise des lettres de créance | Date de remise des lettres de créance | Diplomate                    |
| ------------------ | ------------------------------------- | ------------------------------------- | ---------------------------- |
| ?                  | 17 octobre 1990                       | [ JORF 1 ]                            | Diego Zorrilla de San Martin |
| ?                  | 23 mai 2003                           | [ JORF 2 ]                            | Jorge Rodolfo Talice Lacombe |
| ?                  | 26 juin 2003                          | [ JORF 3 ]                            | Jorge Talice                 |
| ?                  | 12 octobre 2005                       | [ JORF 4 ]                            | Hector Gros Espiell          |
| ?                  | 15 septembre 2008                     | [ JORF 5 ]                            | Jorge Alberto Lepra          |
| ?                  | 3 décembre 2010                       | [ JORF 6 ]                            | Omar Mesa Gonzalez           |
| ?                  | 15 février 2016                       | [ JORF 7 ]                            | Guillermo Dighiero Arrarte   |
| ?                  | 12 avril 2021                         | [ JORF 8 ]                            | Jorge Luis Jure Arnoletti    |